# Moropeche
Moropeche es una localidad española del municipio de Yeste, perteneciente a la provincia de Albacete, en la comunidad autónoma de Castilla-La Mancha.

## Historia
Aunque no se tiene constancia de las primeras civilizaciones que poblaron la parte más occidental de la sierra albaceteña donde se enclava Moropeche, se han encontrado restos arqueológicos que lo sitúan en la época del Paleolítico superior. Algo no raro debido a las abundantes simas, cuevas y grutas que hay en la zona y que sus primeros pobladores utilizaban como refugio natural para guarecerse de los muchos peligros que los acechaban.

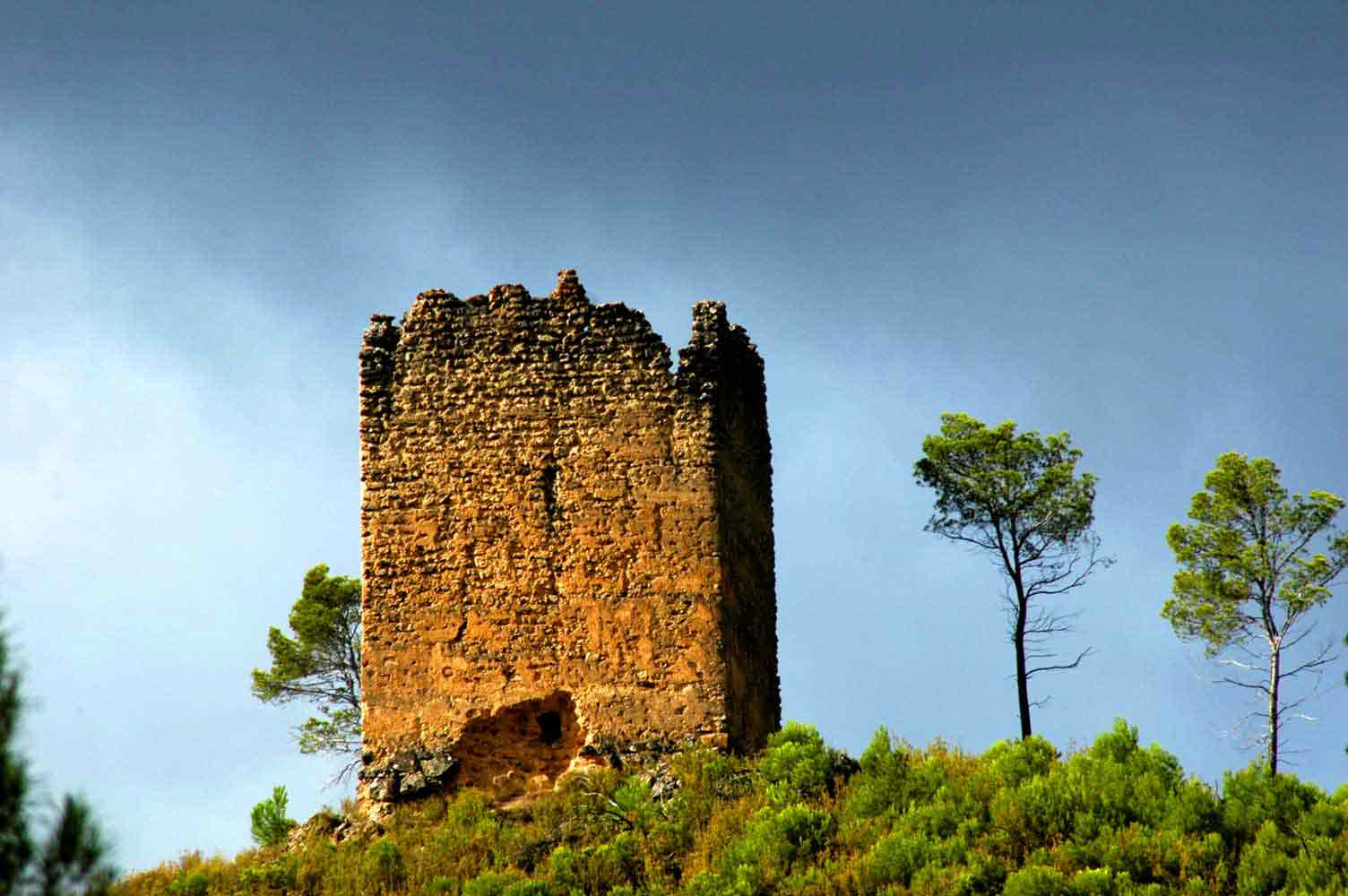
Atalaya de Moropeche

La ocupación romana también llegó a estas tierras donde se han encontrado diferentes restos de cerámica y monedas de esa época. Otra prueba de ello sería el cercano Balneario de Tus, que fue descubierto en esa época ya que hay un nacimiento de aguas termales a los que los romanos eran tan aficionados y que construyeron un primitivo balneario. Posteriormente fue abandonado durante siglos hasta principios del medievo, para ser reconstruido posteriormente en el año 1620 bajo la tutela del arzobispo de Valencia Martín Pérez de Ayala.
Sin duda una de las épocas más provechosas para Moropeche fue el periodo musulmán. Desde el año 800 aproximadamente y hasta el año 1243 que fue reconquistado por los cristianos.

## Demografía
En 2020 contaba con una población de 173 habitantes según los datos oficiales del INE, si bien es cierto que durante los fines de semana o los meses estivales la población se duplica.
A día de hoy Moropeche es una pedanía con los mismos problemas que la mayoría de los pueblos serranos de Albacete, el envejecimiento de la población y la falta de trabajo para que la gente joven tenga un futuro para ellos y sus hijos, aunque de un tiempo a esta parte han surgido algunas empresas de construcción y están consiguiendo que la juventud no tenga que emigrar y se quede en Moropeche y pueda criar a sus hijos allí.

## Turismo rural
Desde hace unos años se está descubriendo el turismo rural, y con la inclusión de Moropeche dentro de los límites del nuevo parque natural, creado con la Ley 3/2005, de declaración del Parque natural de los Calares del Río Mundo y de la Sima se abren nuevas puertas y nuevos horizontes para sus gentes.